# Лук'янівське кладовище
Державний історико-меморіальний Лук'янівський заповідник (колишнє Лук'я́нівське (Центральне) цивільне кладовище міста Києва) — один із найстаріших некрополів Києва, розташований біля Бабиного Яру за адресою: м. Київ, Дорогожицька вулиця, 7. Державний історико-меморіальний Лук'янівський заповідник утворено 1994 року.
На території заповідника знаходиться багато майстерно виконаних надгробків та скульптур, виконаних відомими митцями Києва і України. Більше двох тисяч могил і надгробків, що заходяться на території ДІМ Лук'янівський заповідник, включені до зводу пам'яток Києва. Близько 290 могил і надгробків мають статус пам'яток історії, мистецтва та архітектури України та охороняються державою.

## Історія

Іван Мирович

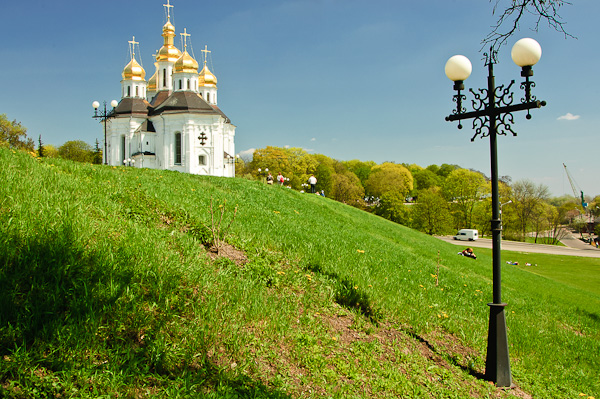
Катерининська церква

Офіційно рішення про заснування кладовища було прийняте 26 липня 1878 року (міською думою було відведено три десятини землі), хоча вже до того часу, з 1871 року, тут ховали померлих з місцевої лікарні. Надалі цвинтар збільшувався. У 1912 році тут вже було поховано близько 30 тисяч осіб.
Адміністративно це кладовище не підпорядковувалося духовному відомству, а знаходилося в розпорядженні міської управи, тому на ньому довго не було церкви. У 1887 році тут було поставлено каплицю, яка не могла задовольняти ритуальних потреб (на рік ховали до 500 покійників). У 1910 році полковник Іван Васильович Мирович запропонував 750 рублів власних коштів для переобладнання каплиці на церкву за умови, що храм у пам'ять його померлої дружини, похованої неподалік каплиці, отримає ім'я святої Катерини. Рішення було прийняте 20 грудня 1910 року, а вже 18 квітня 1911 року відбулось урочисте освячення церкви св. Катерини. Священиком і водночас наглядачем кладовища став Андрій Іванович Юшкін. Церква мала один вівтар святої Катерини і дерев'яну дзвіницю. Церковним старостою став І. В. Мирович.
У 1912 наглядач кладовища Юшкін піклувався про встановлення огорожі, якої не було зовсім. Тільки з часом кладовище було огорожене.
27 березня 1915 року міська управа прийняла постанову про відведення тут місця для поховання католиків, оскільки на Байковому кладовищі вже не було місця для розширення католицької частини. Перед 1917 роком кладовище було поділено на 54 частини, до 1000 місць кожна.
Лук'янівське кладовище засновано як православне, але ховали на ньому представників різних національностей і віросповідань — тут є могили росіян, євреїв, французів, німців, чехів, поляків, болгар, угорців, греків, вірменів, грузинів, естонців, караїмів, турків та інші.
На цьому кладовищі покояться останки майже всіх давніх українських старшинських родів: Полуботків, Леонтовичів, Самойловичів.
Ще до 1917 на адміністрацію Лук'янівського кладовища було покладено обов'язок відвести ділянку для поховання померлих або вбитих у Лук'янівській в'язниці. Так, у 1878 році тут зарито тіло і зрівняне з землею поховання Миколи Беверлая, члена революційного гуртка, студента, вбитого при спробі втекти з в'язниці. В 1880 році поруч поховано члена революційного гуртка в Києві М. П. Лодинського, страченого через повішення разом з революціонером І. І. Роговським, якого згадував у романі «Воскресенье» Л. М. Толстой. У 1918 році так само було поховано повішеного за вироком німецького військового суду біля Лук'янівської в'язниці терориста, члена партії лівих есерів Бориса Донського за вбивство на Катерининській вулиці німецького генерала Ейхгорна.
Кладовище неодноразово змінювало свою назву — Ново-Лук'янівське, Центральне міське, Іоанівське, Армійське, Лук'янівське руське, Старобратське. Назву Лук'янівським цивільним кладовище стало називатися з 1945 року, після створення поруч Лук'янівського військового кладовища.
Завдяки тому, що кладовище було центральним, воно стало місцем останнього спочинку багатьох відомих осіб — композиторів, письменників, науковців, політиків і діячів церкви. Сюди переносили поховання з Аскольдової могили, з Покровського монастиря. Тут знаходяться братські могили полеглих під Крутами студентів, закатованих НКВД мешканців Києва.
На кладовищі ховали до його закриття в 1962 році. з 2004 р. можна тільки підпоховати до могил рідних.
В 1970 році для будівництва адмінкорпусу «Реклами» від кладовища відрізано більшу частину 7 і 15 дільниць, не перенесені родичами могили були знищені. У 1972 році знесена церква Св. Катерини, на початку 2000-х р. відбудована.
2001 року Державний історико-меморіальний заповідник «Лук'янівський цвинтар» унесено до Державного реєстру нерухомих пам'яток України

## Поховання
Цвинтар витриманий у стриманому стилі без помпезних надгробків. Скромні таблички, хрести, старовинні огорожі, вишукані поховальні споруди майстерень Вдови Де-Кекки, Ромма, Зантера, Ріцолатті.
Свій останній притулок на Лук'янівському цвинтарі знайшли:

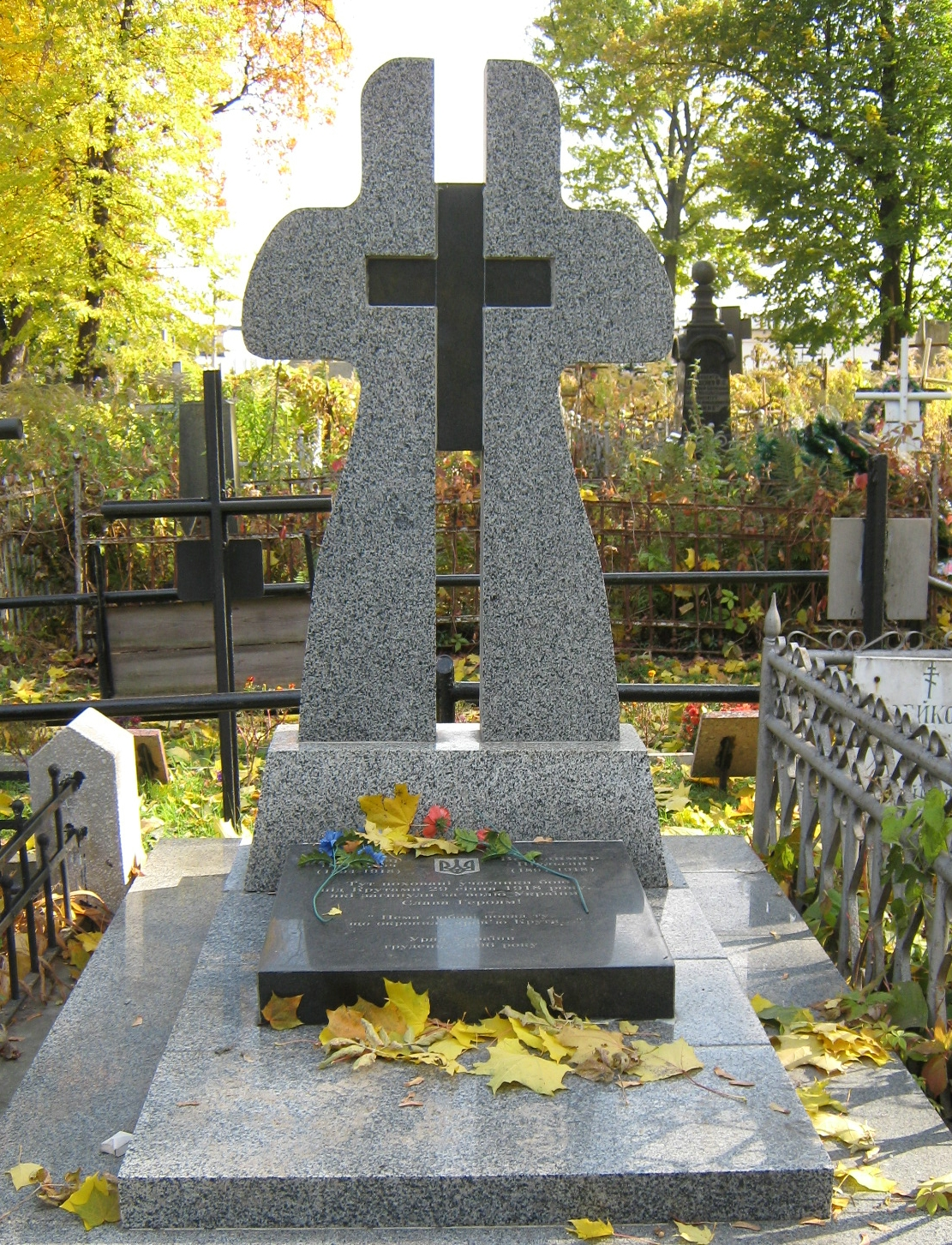
Могила полеглих під Крутами

- Василь Гаврилович Барщевський — книговидавець, письменник;
- Микола Прокопович Василенко — історик, другий президент АН УРСР;
- Володимир В'ячеславович Пухальський — засновник і перший директор Київської консерваторії;
- Василь Липківський — перший предстоятель УАПЦ, митрополит;
- Отокар Йосипович Шпергль — чеський і український контрабасист;
- Борис Львович Шулькевич — протоієрей, ректор Київської духовної семінарії.
- Долгушин Павло Олександрович  — київський математик, викладач Київського політехнічного інституту та Ольгінської Міністерської жіночої гімназії.
- Третьяков Дмитро Костянтинович — академік

### Об'єкти, що перебувають під охороною держави[4]
| Фото           | Назва | Розташування        |
| Ділянка № 1    | |                     |
|                | Надгробок Браунштейна Е. | ряд 15, місце 18    |
| Ділянка № 2    | |                     |
|                | Могила Шаронова М. А., художника, педагога                                                                                             | ряд 9, місце 22(1)  |
| Ділянка № 3    | |                     |
|                | Могила Раєвського В. Г., професора, викладача КПІ                                                                                      | ряд 28, місце 6(1)  |
|                | Могила Юдіна О. В., хіміка технолога                                                                                                   | ряд 6, місце 11(2)  |
| Ділянка № 5    | |                     |
|                | Могила Беркута Л. М., українського історика, дослідника західноєвропейського середньовіччя                                             | ряд 14, місце 18    |
|                | Могила Кандиби М. І., українського дворянина                                                                                           | ряд 1, місце 9(1)   |
|                | Могила Латишевої К. Я., українського вченого-математика, методиста, доктора фізико-математичних наук, професора                        | ряд 9, місце 20(1)  |
|                | Могила Мережинського М. І., хірурга, фтізіатра, друга і товариша родини Лесі Українки                                                  | ряд 6, місце 14     |
| Ділянка № 6    | |                     |
|                | Могила Бурячка І. М., художника театру                                                                                                 | ряд 6, місце 4      |
| Ділянка № 7    | |                     |
|                | Надгробок Акінфієва В. | ряд 1, місце 5(2)   |
|                | Могила Гаккебуша В. М., лікаря-психіатра                                                                                               | ряд 1, місце 3(2)   |
|                | Могила Добрянського О. Д., учасника першої світової війни                                                                              | ряд 15, місце 46    |
|                | Надгробок Завадського С. П. | ряд 13, місце 60    |
| Ділянка № 8    | |                     |
|                | Могила Даміловського М. О., архітектора                                                                                                | ряд 1, місце 4(1)   |
| Ділянка № 9    | |                     |
|                | Могила Александрова В. І., інженера-полковника, кандидата технічних наук                                                               | ряд 1, місце 13(1)  |
|                | Могила Берестовського В. Ф., актора | ряд 7, місце 13(3)  |
|                | Могила Богдановича Д. Ф., полковника кавалерії, учасника Кримської війни                                                               | ряд 3, місце 16     |
|                | Надгробок Васнєцової С. І. | ряд 3, місце 11(2)  |
|                | Могила Васютинськкого А. Г., лікара-офтальмолога, заслуженого діяча науки УРСР                                                         | ряд 10, місце 31(1) |
|                | Надгробок Воробйова О. М., дворянина                                                                                                   | ряд 6, місце 20     |
|                | Могила Гейнріхсена К. К., генерал-майора, учасника російсько-турецької війни 1877—1878 років                                           | ряд 6, місце 29     |
|                | Могила Голембіовського К. Т., українського дворянина                                                                                   | ряд 6, місце 24     |
|                | Могила Долгова І. Г., полковника, українського дворянина                                                                               | ряд 5, місце 24     |
|                | Могила, надгробок Калиновича М. Я., українського мовознавеця, санскритолога, перекладача і літературознавеця, академіка АН УРСР        | ряд 10, місце 18(2) |
|                | Надгробок Крамаренко Є. В., дворянки                                                                                                   | ряд 10, місце 30    |
|                | Могила Кулієвої Н. К., лікаря, доцента                                                                                                 | ряд 4, місце 2      |
|                | Надгробок Мальованської О. | ряд 11, місце 34    |
|                | Могила, надгробок Мировича В. Л. | ряд 5, місце 21(1)  |
|                | Могила Ничипоренка І. І., педагога | ряд 5, місце 19     |
|                | Могила Потоцького Є. П., генерал-майора, учасника російсько-турецької війни 1877—1878 років                                            | ряд 3, місце 5      |
|                | Надгробок Рашевської М. І., дружини чернігівського землеміра                                                                           | ряд 6, місце 22     |
|                | Могила Розової М. П., медсестри, учасниці російсько-турецької війни 1877—1878 років                                                    | ряд 11, місце 36    |
|                | Могила, надгробок Синявського С. І., церковного діяча                                                                                  | ряд 8, місце 37(2)  |
|                | Склеп Сольських, де поховано Степана Сольського та урна з прахом Євгена Маркевича                                                      |                     |
|                | Могила Тарасевича І. Г., церковного діяча                                                                                              | ряд 8, місце 18(6)  |
|                | Могила Хрущової К. І., матері Микити Хрущова                                                                                           | ряд 9, місце 22     |
|                | Могила Цеціановського Ф. Г., начальника Київської поштово-телеграфної округи                                                           | ряд 6, місце 19(3)  |
|                | Надгробок Щеголева О. С., підпоручика 131 пішого Тираспольського полку, загинув на фронті                                              | ряд 7, місце 15     |
| Ділянка № 9-А  | |                     |
|                | Могила Альошина І. І., одного з організаторів партизанського руху в Молдавії в роки радянсько-німецької війни                          | ряд 7, місце 13     |
|                | Могила Вербицького О. М., архітектора                                                                                                  | ряд 1, місце 5      |
|                | Надгробок Вишневської Є. О. | ряд 3, місце 13(1)  |
|                | Надгробок Голофеєвої В. П. | ряд 5, місце 25     |
|                | Могила Зейферта І. І., члена Київської міської думи                                                                                    | ряд 6, місце 15     |
|                | Могила Зубкова П. Л., дивізійного лікаря, учасника російсько-турецької війни 1877—1878 років                                           | ряд 4, місце 23     |
|                | Могила Квітницького М. В., воєнного судді Київського окружного суду, генерал-майора                                                    | ряд 4, місце 24     |
|                | Надгробок Контребинської Є. К. | ряд 5, місце 10     |
|                | Могила Неровецького О. І., фахівеця у галузі будівельного виробництва, дійсного члена Академії архітектури УРСР.                       | ряд 3, місце 16     |
|                | Надгробок Полонської М. О., дружини генерал-майора артилерії                                                                           | ряд2, місце 32      |
|                | Могила Рухлядєва О. М., архітектора, професора                                                                                         | ряд 7, місце 14     |
|                | Могила, надгробок Симашкіна П. Г., начальника Київської в'язниці, колезького радника                                                   | ряд 6, місце 11     |
| Ділянка № 10   | |                     |
|                | Могила Базилевського Є. Є., генерал-лейтенанта, учасника російсько-турецької війни 1877—1878 років                                     | ряд 1, місце 38     |
|                | Могила Баккалинського П. С., учасника російсько-турецької війни 1877—1878 років                                                        | ряд 2, місце 32     |
|                | Могила Балабухи Г. О., кондитера | ряд 2, місце 32     |
|                | Могила Власова Т. М., учасника першої світової війни, полковника, георгіївського кавалера                                              | ряд 2, місце 2      |
|                | Надгробок Врублевського П. П., проковника, учасника російсько-турецької війни 1877—1878 років                                          |                     |
|                | Могила Гавликівського М. М., учасника російсько-турецької війни 1877—1878 років                                                        | ряд 2, місце 31(1)  |
|                | Могила Гапонова І. І., інженера-гідромеліоратора                                                                                       | ряд 3, місце 34(2)  |
|                | Могила Іванова М. С., голови Кременецької земської управи                                                                              | ряд 15, місце 24(1) |
|                | Могила Ігнатьєва Г. Г., генерал-майора, учасника російсько-турецької війни 1877—1878 років                                             | ряд 1, місце 1      |
|                | Надгробок Кочаровського В. С., полковника                                                                                              | ряд 3, місце 3      |
|                | Могила Лаппо-Данілевського М. Л., громадського діяча                                                                                   | ряд 2, місце 21     |
|                | Могилова Маслова С. І., літературознавця, дослідника українських рукописів та стародруків, доктора філологічних наук                   | ряд 9, місце 4      |
|                | Могила Монастирського Т. П. | ряд 12, місце 37    |
|                | Могила Новічкова Є. І. | ряд 1, місце 9      |
|                | Могила Носова М. С., голови Київського купецького товариства                                                                           | ряд 4, місце 52     |
|                | Надгробок Соловйова В. П. | ряд 12, місце 55    |
|                | Могила, надгробок Удовенка В. Я., особистого почесного громадянина Києва                                                               | ряд 5, місце 51(1)  |
| Ділянка № 11   | |                     |
|                | Меморіал воїнів, учасників радянсько-німецької війни                                                                                   |                     |
|                | Могила Артоболевського В. М., біолога, зоолога, директора зоологічного музею ВУАН                                                      | ряд 1, місце 1      |
|                | Могила Брайковської Т. | ряд 1, місце 5(2)   |
|                | Могила, надгробок Духоніна М. Л., генерала-майора артилерії, учасника першої світової війни                                            | ряд 6, місце 26(1)  |
|                | Могила Клебановського Ф. С. | ряд 5, місце 34(1)  |
|                | Могила Ляскоронського В. Г., історика, археолога, етнографа, нумізмата і картографа                                                    | ряд 5, місце 32(1)  |
|                | Надгробок Медвідь Н. С. | ряд 1, місце 38     |
|                | Могила Мосіна О. Г., співака, заслуженого артиста УРСР                                                                                 | ряд 8, місце 38     |
|                | Могила Мрочковського А. А., учасника російсько-турецької війни 1877—1878 років                                                         | ряд 2, місце 40(1)  |
|                | Могила Петровського М. Н., історика-медієвіста, археографа, дослідника історії України XVII—XVIII століть. Члена-кореспондента АН УРСР | ряд 5, місце 26     |
|                | Могила Пухальського В. В., піаніста, композитора, педагога, музичного діяча                                                            | ряд 12, місце42(1)  |
|                | Могила Романова О. Є., художника — імпресіоніста, засновника дитячої художньої школи                                                   | ряд 13, місце 38    |
|                | Могила, надгробок Рузького О. П., викладача КПІ                                                                                        | ряд 3, місце 40(2)  |
|                | Надгробок Севрука В. П., дворянина | ряд 15, місце 35    |
|                | Надгробок Севрука Т. П., українського дворянина                                                                                        | ряд 15, місце 34    |
|                | Могила Трегубова С. І., протоієрея | ряд 1, місце 39(1)  |
|                | Могила Третьякова Д. К., зоолога | ряд 4, місце 12     |
|                | Могила Холодного М. Г., ботаніка, фізіолога, мікробіолога, еколога                                                                     | ряд 3, місце 27     |
|                | Могила Чернишова Б. С., вченого-геолога, стратиграфа, палеонтолога                                                                     | ряд 2, місце 19     |
|                | Могила Ягелло О. М. | ряд 1, місце 34(2)  |
| Ділянка № 12   | |                     |
|                | Могила Виноградова В. В., професора | ряд 4, місце 1      |
|                | Могила Гаврилюка П. М., матроса, учасника збройного повстання в Петрограді і Громадянської війни в Україні                             | ряд 3а, місце 45а   |
|                | Могила Зерова М. К., поета, перекладача, літературознавця                                                                              | ряд 5, місце 6      |
|                | Могила Марцишевського І. Б., учасника російсько-японської війни 1904—1905 років                                                        | ряд 4, місце 22     |
|                | Могила Ніцькевича І. В., церковного діяча                                                                                              | ряд 2, місце 14     |
|                | Могила Оппокова М. В., капітан 165-го піхотного Луцького полку, учасник російсько-японської війни                                      | ряд 2, місце 22     |
|                | Надгробок Страховського Л. В. | ряд 8, місце 44     |
|                | Могила Хохлових В. Г. та О. Г. | ряд 1, місце 18     |
|                | Могила Шпетта Й. Й., учасника першої світової війни                                                                                    | ряд 9, місце 35(1)  |
|                | Склеп невідомого (початок XX століття)                                                                                                 |                     |
| Ділянка № 13-1 | |                     |
|                | Могила Безсмертного В. А., архітектора                                                                                                 | ряд 1, місце 8      |
|                | Могила Берштейна О. Б., лікаря, професора                                                                                              | ряд 11, місце 6     |
|                | Могила Влайкова Г. Ф., санітарного лікаря                                                                                              | ряд 5, місце 10(3)  |
|                | Могила Нестерова П. М., льотчика, Героя першої світової війни                                                                          | ряд 2, місце 8      |
|                | Могила Вотчала Є. П., вченого-ботаніка                                                                                                 | ряд 5, місце 8      |
|                | Могила Де-Метца Г. Г., вченого-фізика                                                                                                  | ряд 10, місце 4(1)  |
|                | Братська могила Корницького О. М., Селезня В. Х., партизанів                                                                           | ряд 13, місце 1     |
|                | Могила Крутеня Є. М., льотчика, Героя першої світової війни                                                                            | ряд 2, місце 4      |
|                | Могила Моргілевського І. В., історика архітектури                                                                                      | ряд 12, місце 2     |
|                | Могила Кучеренка П. О., лікаря-патологоанатома                                                                                         | ряд 5, місце 9      |
|                | Могила Лур'є О. Ю., вченого, акушера-гінеколога                                                                                        | ряд 2, місце 7      |
|                | Могила Писемського Г. Ф., лікаря-гінеколога                                                                                            | ряд 3, місце 5      |
|                | Могила Стражеска М. Д., лікаря-терапевта                                                                                               | ряд 3, місце 13     |
|                | Могила Томиліна С. А., одного з засновників соціальної гігієни в Україні, спеціаліста в галузі санітарної статистики                   | ряд 4, місце 8      |

| Фото           | Назва | Розташування            |
|                | Могила Чаговця В. Ю., вченого-фізіолога | ряд 4, місце 3          |
|                | Могила Матіясевича М. С., учасника першої світової війни | ряд 4, місце 2          |
| Ділянка № 13-2 | |                         |
|                | Могила Різниченка В. В., вченого у галузі четвертинної геології                                                                                                  | ряд 14, місце 13        |
|                | Могила Симінського К. К., вченого в галузі будівельної механіки                                                                                                  | ряд 13, місце 4         |
|                | Могила, надгробок Собкевича А. І., лікаря-інфекціоніста, директора Інституту туберкульозу                                                                        | ряд 10, місце 1         |
|                | Могила Шиповича К. М., композитора, піаніста, члена Спілки композиторів України, автора багатьох музичних творів                                                 | ряд 8, місце 15         |
| Ділянка № 13-3 | |                         |
|                | Могила Бочарової Т. І. |                         |
|                | Могила Васютинського К. С., інженера шляхів сполучення | ряд 5, місце 3          |
|                | Могила Граве Д. О., математика | ряд 10, місце 31(1)     |
|                | Могила Дурдуковського С. Ф., співака | ряд 3, місце 11         |
|                | Могила Кисельова Г. Л., музикознавця | ряд 2, місце 8          |
|                | Надгробок Коростельова Г. | ряд 5, місце 9          |
|                | Могила Пфейфера Г. В., математика, академіка ВУАН |                         |
|                | Могила Реформатський С. М., хіміка | ряд 15, місце 1         |
|                | Могила, надгробок Соколова П. П., Ю правознавця, доктора церковного законодавства                                                                                | ряд 14, місце 1         |
|                | Могила Тулуб Є. В., письменниці | ряд 12, місце 2(2)      |
|                | Могила Тулуба П. О., поета | ряд 12, місце 2(1)      |
|                | Могила Шиповича М. А., музичного критика, мистецтвознавця, композитора                                                                                           | ряд 10 місце 2          |
| Ділянка № 14   | |                         |
|                | Могила Адольфа В. Е., льотчика-випробувача | ряд 1, місце 33         |
|                | Могила Карсунського А. М., учасника російсько-японської війни | ряд 1, місце 29         |
|                | Могила Алейникова В. В., командира партизанського загону на Миколаївщині в роки громадянської війни                                                              | ряд 7, місце 4          |
|                | Могила Барзиловича С. А., архітектора та педагога | ряд 11, місце 15        |
|                | Надгробок Буряченка О. В. | ряд 6, місце 1          |
|                | Могила Світославського С. І., художника-пейзажиста | ряд 7, місце 53         |
| Ділянка № 15   | |                         |
|                | Могила Альошина П. Ф., архітектора | ряд 3, місце 54-1       |
|                | Могила Лободи А. М., фольклориста, літературознавця і педагога, професора Київського університету, дійсного члена УАН, члена-кореспондента АН СРСР               | ряд 1, місце 15         |
|                | Надгробок Миронової-Корегіної Г. П. | ряд 2а, місце 50        |
|                | Могила Сафонова Т. О., живописця, учня Мурашка М. та Рєпіна І.                                                                                                   | ряд 7а, місце 11        |
|                | Могила Тутковського П. А., геолога, академіка УРСР та БРСР | ряд 1, місце 14         |
| Ділянка № 16   | |                         |
|                | Надгробок Гермайзе Г. М. | ряд 12, місце 39        |
| Ділянка № 17   | |                         |
|                | Надгробок Городецьких Г. М. та М. М. | ряд 11, місце 25(2)     |
|                | Склеп Кривих О. П., учасника першої світової війни | ряд 1                   |
|                | Могила Глухова М. І., учасника радянсько-німецької війни, гвардії генерал-лейтенанта                                                                             | ряд 3, місце 6          |
|                | Надгробок Міщенко О. Ю. | ряд 14, місце 5         |
|                | Могила Орловського В. Д., художника, академіка Петербурзької академії мистецтв                                                                                   | ряд 1, місце 29         |
|                | Могила Пироговського О. С., Героя Радянського Союзу | ряд 3, місце 5          |
|                | Могила Сєверова М. П., архітектора та педагога | ряд 6, місце 1          |
|                | Могила Срезневського Б. І., метеоролога, академіка АН УРСР, директора обсерваторії, одного із засновників метеорологічної служби України                         | ряд 11, місце 24        |
|                | Могила Старченка В. Ф., агрохіміка, радянського політичного діяча                                                                                                | ряд 9, місце 54         |
|                | Могила Хандрикова М. Ф., астронома, геодезиста, директора Київської астрономічної обсерваторії в 1870—1901 роках                                                 | ряд 8, місце 15         |
|                | Могила Хаустова П. П., архітектора | ряд 15, місце 19        |
| Ділянка № 19   | |                         |
|                | Надгробок Алімової О. | ряд 7, місце 15(2)      |
|                | Могила Караваєва В. О., зоолога і мандрівника, академіка | ряд 9, місце 13         |
|                | Могила Фельдмана В. А., архітектора, художника, педагога | ряд 2, місце 19         |
| Ділянка № 20   | |                         |
|                | Надгробок Бакеркіної В. | ряд 5, місце 5          |
|                | Надгробок Богачева О. І., капітана 166 Рівненського полку | ряд 2, місце 37         |
|                | Братська могила моряків | ряд 1, місце 1          |
|                | Могила Воблого К. Г., вченогой-економіста та географа; члена ВУАН                                                                                                | ряд 7, місце 1          |
|                | Могила Гаккебуш Л. М., актриси | ряд 1, місце 1          |
|                | Могила Гоффенберга О. М., лікаря, хірурга, одного із засновників фтизіохірургії в Росії                                                                          | ряд 1, місце 26         |
|                | Могила Григор'єва Г. І., першого звукооператора кіностудії ім. Довженка                                                                                          | ряд 8, місце 49         |
|                | Могила Динника О. М., вченого, механіка, академіка АН УРСР і СРСР                                                                                                | ряд 11, місце 34(1)     |
|                | Могила Кириченка І. М., мовознавця-лексикографа, члена-кореспондента АН УРСР                                                                                     | ряд 14, місце 40        |
|                | Могила Корецьких В. М. та Г. А., юриста, фахівця в галузі міжнародного права і загальної історії держави і права, академіка УАН, та його дружини                 | ряд 2, місце 1          |
|                | Могила Мурашка О. О., художника | ряд 14, місце 37        |
|                | Могила Немирова Ф. П., учасника радянсько-німецької війни | ряд 2, місце 29         |
|                | Могила Пимоненка М. К., художника | ряд 1, місце 30         |
|                | Надгробок Овсіяннікових О. К. та М. Й. | ряд 4, місце 12         |
|                | Могила Орлова О. Я., астронома | ряд 4, місце 8(1)       |
|                | Надгробок Прозорової Л. | ряд 5, місце 6(1)       |
|                | Могила Торова Д. Г., архітектора | ряд 8, місце 4          |
|                | Могила Яновського Т. Г., лікаря-терапевта | ряд 14, місце 13        |
| Ділянка № 21   | |                         |
|                | Могила Василенка М. П., історика права, громадського і політичного діяча, члена УАН                                                                              | ряд 7, місце 1          |
|                | Надгробок Глущенка П. Ф. | ряд 5, місце 12         |
|                | Могила Грунського М. К., вченого славіста, професора Київського університету                                                                                     | ряд 6, місце 11         |
|                | Могила Єрмакова В. П., математика, член-кореспондента Петербурзької АН, доктора математичних наук, професора                                                     | ряд 11, місце 11        |
|                | Могила Іжевського В. П., вченого у галузі металургії | ряд 11, місце 10        |
|                | Могила Карпеки О. Д., авіаконструктора, одного з засновників вітчизняної авіації                                                                                 | ряд 7, місце 6          |
|                | Могила Кащенка М. Ф., радянського біолога, доктора медицини та зоології                                                                                          | ряд 13, місце 12        |
|                | Могила Кобелєва О. В., київського архітектора | ряд 11, місце 8         |
|                | Надгробок Колосової В. І. | ряд 2, місце 11         |
|                | Могила Коновалова М. І., видатного хіміка-органіка | ряд 11, місце 10(2)     |
|                | Надгробок Коношевича Г. А. | ряд 3, місце 2          |
|                | Могила Левковцева В. П., учасника радянсько-німецької війни |                         |
|                | Могила Лисянського Ю. І., протоієрея Київо-Вододимирського собору, правнука флотоводця Юрія Лисянського                                                          | ряд 4, місце 3          |
|                | Надгробок Лохтіна М. М., відомого шахіста, громадського діяча | ряд 1, місце 47         |
|                | Могила Федорова М. М., ученого у галузі гірничої механіки | ряд 14, місце 52        |
|                | Могила Фоміна О. В., ботаніка, професора Київського університету                                                                                                 | ряд 8, місце 11         |
|                | Надгробок Волк М. Т. | ряд 10, місце 20        |
|                | Надгробок Коханської М. К. та Косенко А. К. | ряд 10, місце 2(4)      |
|                | Могила, надгробок Шенберга С. П., гідролога, професора КПІ члена гідрологічної секції постійної комісії для виучування природних багатств України при ВУАН       | ряд 1, місце 3          |
| Ділянка № 22   | |                         |
|                | Могила Данилова В. І., фізика, члена-кореспондента, академіка АН УРСР                                                                                            | ряд 12, місце 1         |
|                | Могила Дроздо-Поляєва Ф. М., співака, заслуженого артиста УРСР                                                                                                   | ряд 3, місце 1(2)       |
|                | Могила Харито М. І., композитора та поета | ряд 11, місце 44        |
| Ділянка № 23   | |                         |
|                | Могила Черняхівського Є. Г., лікаря-хірурга, доктора медицини, професора, першого директора Київського медичного інституту                                       | ряд 2, місце 29(1)      |
| Ділянка № 24   | |                         |
|                | Надгробок Врублевського М. | ряд 1, місце 3          |
|                | Могила Демидової А. А., української співачки, актриси трупи Кропивницького                                                                                       | ряд 4, місце 25         |
|                | Надгробок Косткевича І. | ряд 5, місце 28(2)      |
| Ділянка № 25   | |                         |
|                | Могила Данилевича В. Ю., історика, нумізмата | ряд 3, місце 14         |
|                | Могила Діндо Ж. К., Кратка Б. М., родинне поховання скульпторів                                                                                                  | ряд 1, місце 26         |
|                | Могила Кричевського Ф. Г., українського художника і педагога | ряд 15, місце 3         |
|                | Могила Прахова М. А., художника і мистецтвознавця | ряд 11, місце 27        |
|                | Могила Світлицького Г. П., художника | ряд 1, місце 17         |
| Ділянка № 26   | |                         |
|                | Могила Плотнікова В. О., фізико-хіміка, академіка, члена-кореспондента АН УРСР                                                                                   | ряд 10а, місце 21       |
| Ділянка № 27   | |                         |
|                | Братська могила учасників громадянської війни |                         |
|                | Могила Ричкалова С. А., почесного громадянина міста Кургана | ряд 4, місце 6          |
| Ділянка № 29   | |                         |
|                | Надгробок Редлих М. І. та О.-А. М., статського радника з дружиною                                                                                                | ряд 6, місце 15 (1)     |
| Ділянка № 30   | |                         |
|                | Могила Демидова К. П., актора, співака, хорового диригента та урна з прахом Проценко Л. А., історика, архівіста, одного з фундаторів сучасного некрополезнавства | ряд 9, місця 8(1); 8(2) |
|                | Могила Крюгер К. А., педагога, власниці однієї з Київських гімназій                                                                                              | ряд 7, місце 11         |
|                | Могила Новицького О. П., історика мистецтв, академіка АН УРСР | ряд 6, місце 3          |
|                | Могила Тарловського І. З., учасника радянсько-німецької війни | ряд 14, місце 40(2)     |
| Ділянка № 31   | |                         |
|                | Могила Симиренко А. Е., дружини Л. П. Симиренка | ряд 3, місце 13         |
| Ділянка № 33   | |                         |
|                | Могила Огієвського В. Д., лісівника, організатора першої в Росії контрольної дослідної станції насіння                                                           | ряд 3                   |
|                | Склеп невідомих, родинний |                         |
|                | Склеп Невідомого |                         |
|                | Могила Шапошникова В. Г., вченого-хіміка, професора, засновника і директора Інституту органічної хімії АН УРСР                                                   | ряд 2, місце 5          |
| Ділянка № 34   | |                         |
|                | Могила Малозьомова І. І., архітектора та педагога, першого голови Спілки архітекторів України                                                                    | ряд 3, місце 42         |
| Ділянка № 37   | |                         |
|                | Могила Гаєвського І. С., учасника радянсько-німецької війни | ряд 1, місце 21(2)      |
| Ділянка № 39   | |                         |
|                | Братська могила робітників хлібзаводу | ряд 1                   |
|                | Могила, надгробок Забіяки М., учасника визвольних змагань | ряд 1, місце 17         |
| Ділянка № 40   | |                         |
|                | Могила Даденкова М. Ф., вченого, педагога, професора Київського педінституту                                                                                     | ряд 3, місце 1          |

### Список поховань генералів, офіцерів та добровольців, учасників російсько-турецької війни
| - генерал-лейтенант Ярошев Володимир Миколайович - генерал-лейтенант Базилевський Євген Євгенович - генерал-майор Розов Микола Михайлович - генерал-майор Гейнріхсен Карл Карлович - генерал-майор Космачевський Іван Антонович - генерал-майор Кошмич Микола Юхимович - генерал-майор Мрочковський Антон Антонович - генерал-майор Мессарош Володимир Михайлович - генерал-майор Ігнатьєв Григорій Григорович - генерал-майор Кіріяков Петро Макарович - генерал-майор Корзун Петро Іванович - генерал-майор Човплянський Василь Омелянович - генерал-майор Шпіллер Олексій Логвинович - генерал-майор Фаворський Євген Іванович - генерал-майор Бачевський Костянтин Іванович - полковник Карташевський Євграф Петрович - полковник Свенцицький Йосип Федорович | - полковник Карпов Олексій Петрович - полковник Кочмаржинський Андрій Михайлович - полковник Гавліковський Микола Михайлович - полковник Врублевський Павло Пилипович - полковник Богданович Іпполіт Данилович - полковник Корсунський Андрій Миколайович - полковник Латті Андрій Якович - полковник Молостов Федір Аркадійович - полковник Сарчинський Микола Антонович - корпусний лікар Кулішов Микола Якимович - підполковник Андрушкевич Осип Осипович - підполковник Баккалінський Пилип Степанович - дивізійний лікар Зубков Петро Леонтійович - капітан Горський Хома Хомович - капітан Ставров Олександр Степанович - поручик Туманов Йосип Захарович - медсестра Розова Марія Павлівна |

## Галерея

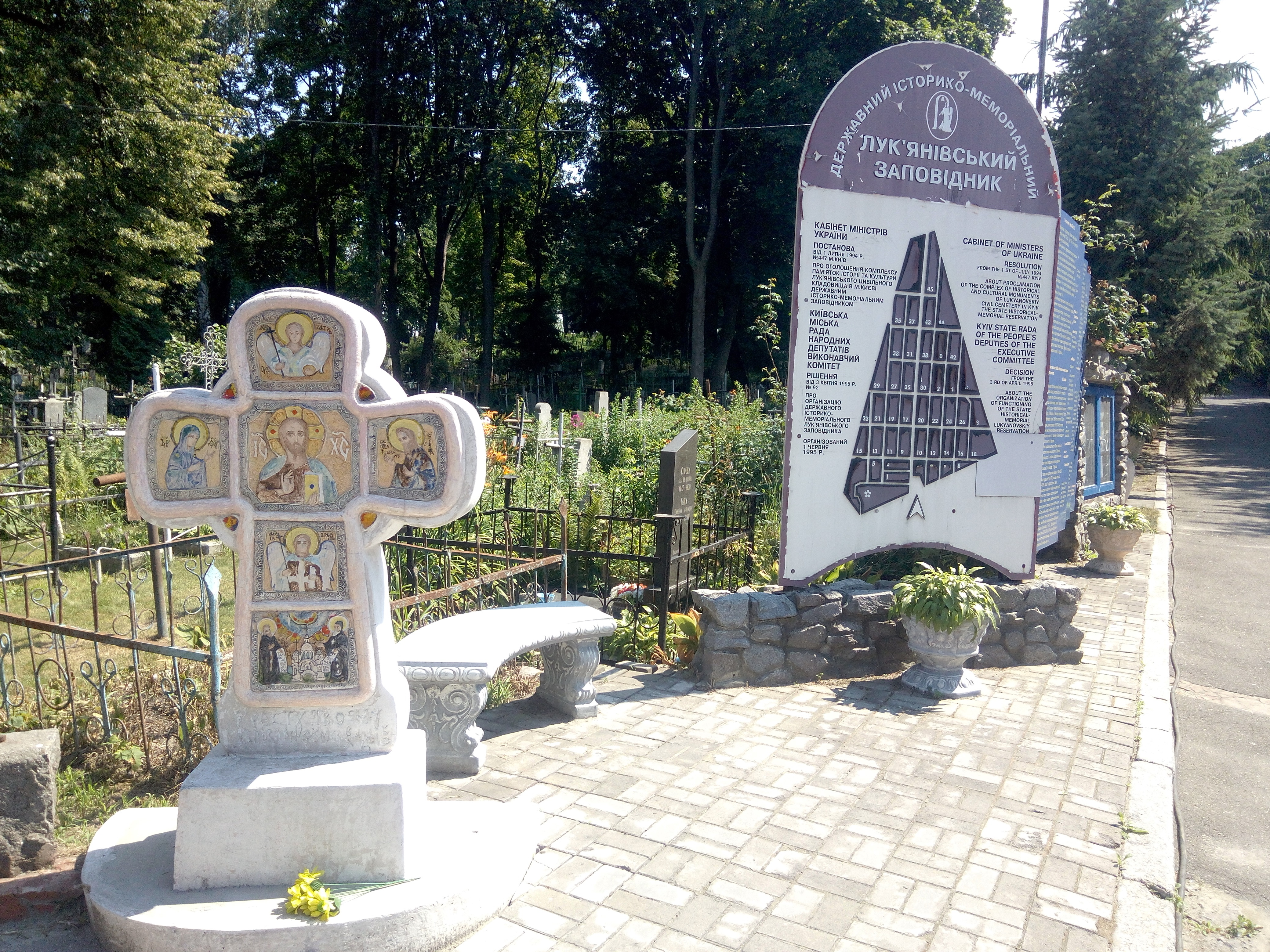
Хрест і карта кладовища біля головного входу
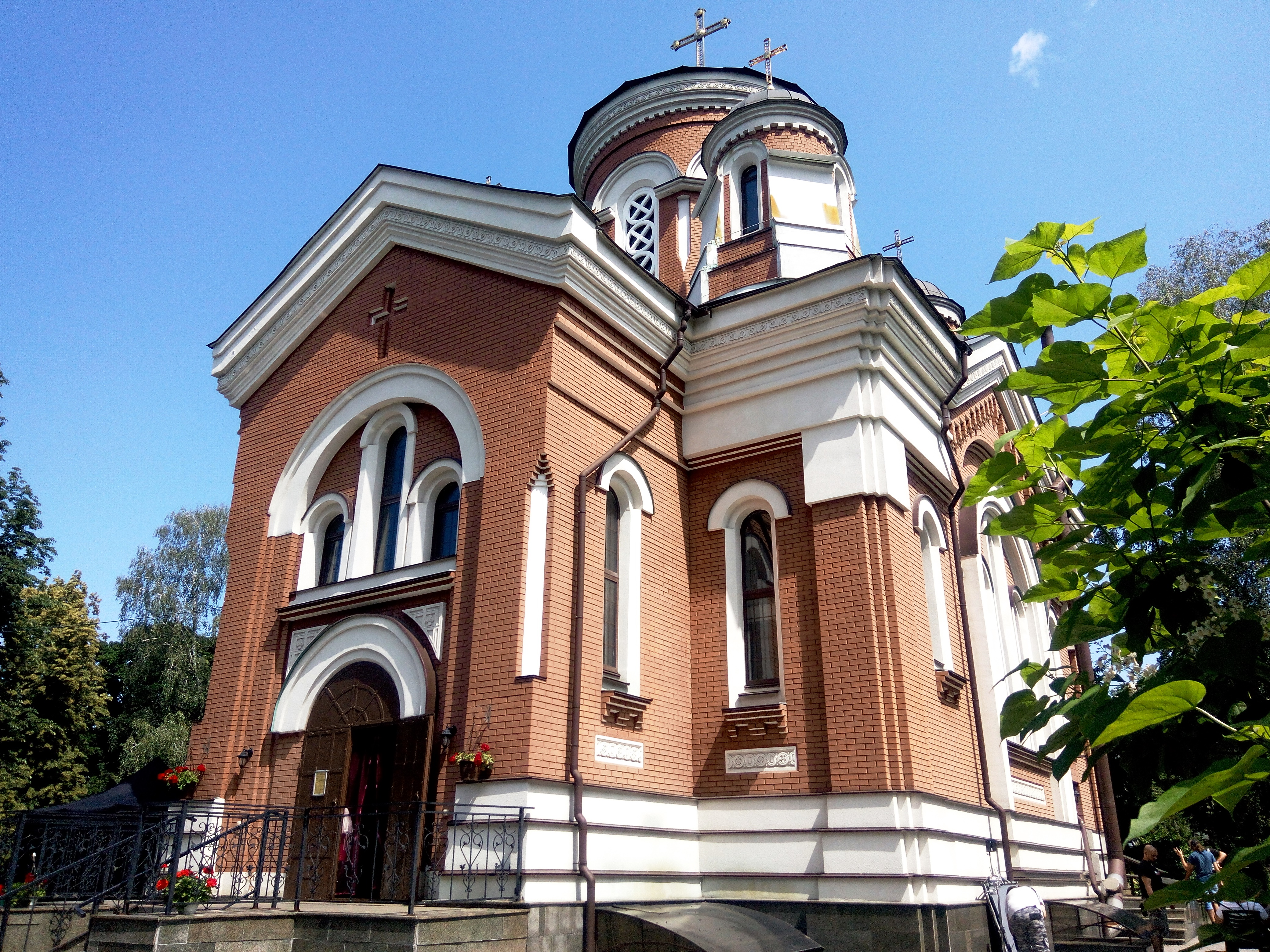
Храм святої великомучениці Катерини